# Múscul sartori
És un múscul prim i allargat, el més llarg del cos. Està per sobre del quàdriceps.

## Recorregut
- Origen: EIAS (espina ilíaca antero superior)
- Inserció: part interna de la tíbia

## Funció

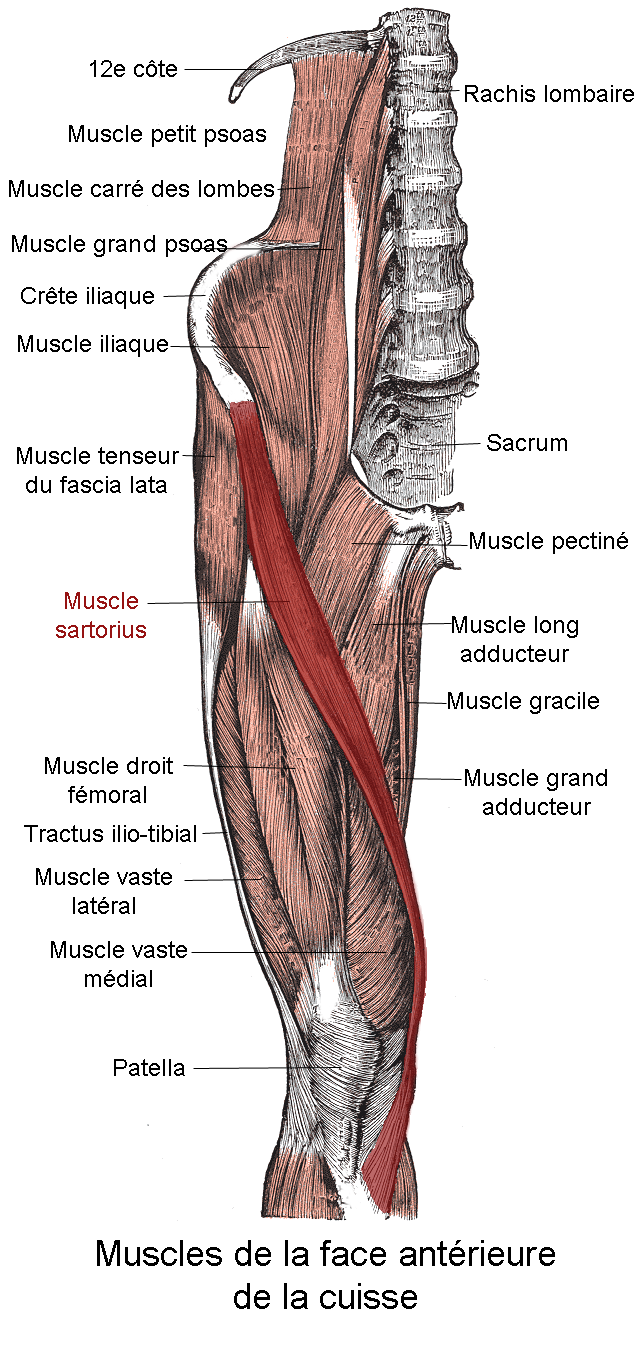

- Maluc
  - Flexió
  - Abducció
  - Rotació externa
- Genoll
  - Flexió
  - Rotació interna